# 하이브리드 전쟁
하이브리드 전쟁( - 戰爭, 영어: hybrid warfare)은 2007년 미국의 전략가인 프랭크 호프만(Frank Hoffman)이 처음 제안한 군사 전략 이론으로, 군사적 조치와 비군사적 조치를 적절히 섞어 활용하며 전쟁을 수행한다는 개념을 담고 있다. 하이브리드 전쟁에 대해 보편적으로 받아들여지는 정의는 없다. 전략적 억제 및 군사작전 수행을 위해 군사적 수단만을 활용하던 재래식 접근법에서 벗어나 정보 우세(정보 조작·왜곡)를 통한 여론전과 심리전, 정치·외교·경제적 압박을 통한 혼란과 분열 심화, 사이버 공격 등의 비군사적 수단을 동원한다.

## 학문적 정의[1]

### 학자별

#### 프랭크 호프만
호프만(Frank Hoffman)은 하이브리드 전쟁을 “재래식 능력, 비정규 전술 및 대형과 무차별적 폭력, 강압 및 범죄적 무질서가 포함된 테러리스트 행위 등을 모두 포괄한 다양한 전쟁양상의 전영역을 통합한 전쟁”으로 정의하고, 국가와 다양한 비국가 행위자에 의해서도 다중적 활동들이 수행될 수 있으나, “시너지 효과를 거두기 위해 주전장 내에서 전술적·작전적인 조율 및 지휘가 이뤄지는 것이 일반적”이라고 주장했다.

#### 존 맥큐언
존 맥큐언(John J. McCuen)은 하이브리드전을 “물리적 및 개념적 차원에서의 전영역 전쟁”으로 정의하면서, 물리적 차원의 경우는 “적 부대에 대항하는 투쟁,” 개념적 차원의 경우는 “전투지역 내 현지 주민, 개입국가들이 벌이는 국내 전선에 대한 지원, 그리고 국제 사회의 지원을 통제 및 지원을 확보하기 위한 보다 광범위한 투쟁”으로 각각 나타난다고 보았다. 이처럼 하이브리드전이 재래식 전장, 공격받은 국가의 주민, 개입국의 국내 주민과 국제사회라는 “세 가지 결정적인 전장”에서 치러지며, 이들 전선에서의 동시적 성공이 요구된다는 점을 주장하였다.

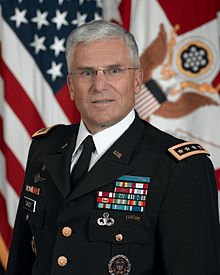
전 미군 참모총장인 조지 윌리엄 케이시 주니어

### 국가별

#### 미국
1. 미국 합동전력사령부는 하이브리드 위협을 "작전적 전장에서 재래식, 불규칙적, 테러, 범죄 수단의 혼합된 형태의 공격을 동시다발적으로 강행하는 적"이라고 정의한다.
2. 조지 W. 케이시 전 미 육군 참모총장은 하이브리드 전쟁이 미래에 점점 더 보편화될 새로운 유형의 전쟁이며 "비정규 전쟁과 재래식 전재의 혼합체" 라고 언급하였다.[2]
3. 게이츠(Robert Gates) 전 미 국방장관은 2008년 6월, 일련의 중요한 전제들에 기초한 전략 적 사고의 일단을 피력하는 발언들 속에서 하이브리드전을 본격적으로 언급하기 시작했다. 그에 의하면 미래에는 전쟁 범주들의 경계선이 흐릿해지고, 단순한 것으로부터 정교 한 수준에 이르기까지 더욱 다양한 전쟁 도구 및 수단들이 “복잡한 하이브리드 형태의 전쟁 에서 동시에 운용”될 것으로 예상했다.[3]
4. 2008년 미 육군 교육사가 2008년 발간한 교범의 서문에서 미래 작전환경의 특징을 “분권화되고 조합화(syndicate)된 정규/비정규 집단, 테러리스트, 범죄조직들이라는 하이브리드 위협”으로 명시했다[4]

#### 러시아

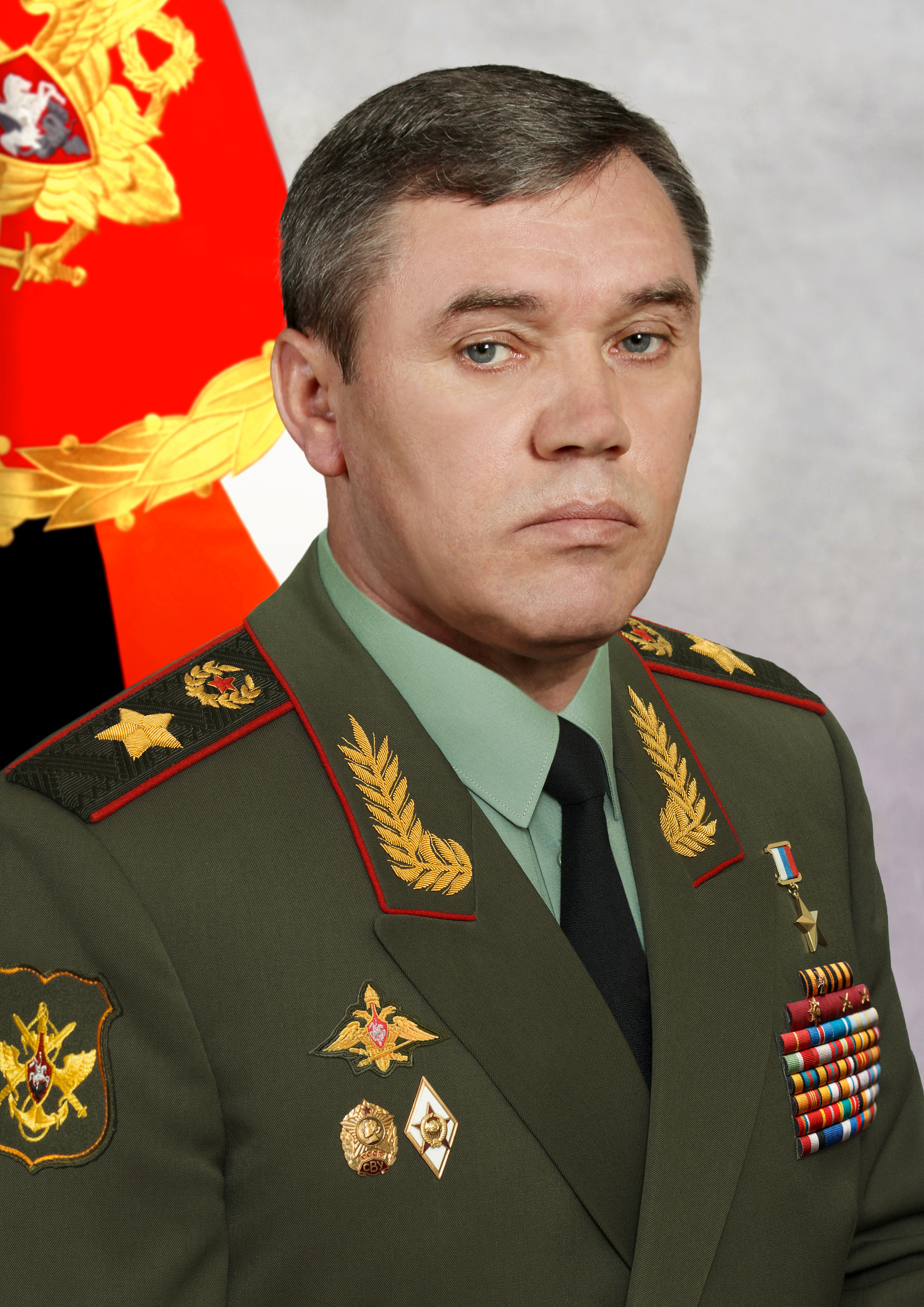
러시아군 총참모장인 발레리 게라시모프

러시아군 총참모장 발레리 게라시모프는 2013년 한 연설에서 21세기 비선형 전쟁의 특징을 "전쟁 상태와 평화 상태 사이의 모호성"으로 규정지었다. 또한 하이브리드 전쟁을 "선전포고 없이 이뤄지는 정치·경제·정보·기타 비군사적 조치를 현지 주민의 잠재력과 결합시킨 비대칭적 군사행동"으로 정의하였다.

## 특징[1]
하이브리드 전쟁은 기존의 전쟁 이론이나 담론과는 다른 몇 가지 측면을 포함한다.

### 다양한 전쟁수행방식
과거의 전쟁은 대부분 국가 사이의 재래식 전쟁이었다. 대표적으로 제 1,2차 세계대전이나 6.25전쟁을 들 수 있다. 하지만 베트남전쟁에서는 비정규군이 핵심적인 역할을 수행하며, 비정규전 전술이 효율적으로 적용되는 등 비정규전의 형태를 명확하게 드러냈다. 이후 탈냉전기에 접어 들면서 정규전보다 비정규전 형태의 전쟁이 더욱 효과를 발휘하였다. 그리고 21세기 에 들어서는 정규전과 비정규전 사이의 이분법적 접근으로 설명할 수 없는 형태의 전쟁이 더욱 늘어나고 있다. 이처럼 하이브리드 전쟁에서는 재래식 전쟁 방식, 비정규전 전술, 테러 행위 및 범죄 행위까지 다양한 전쟁 수행 방식이 혼합되어 나타난다.

### 동시성
위에서 언급한 여러 가지의 전쟁수행 방식이 동일한 전역이나 전장에서 동시에 혼재되어 나타난다. ‘복합전쟁’ 이론과 달리 하이브리드 전쟁은 정규전, 비정규전, 테러, 범죄 등의 여러 방식이 동시에 한 곳에서 진행되지만, 무분별하게 진행되는 것이 아니라 확실한 정치적, 전략적 목적 아래 통제되고 의도된 계획에 의거하여 치밀하게 전개된다.

### 조직의 융합
전문 직업군인으로 편성된 전통적이고 일반적인 군대와 달리 하이브리드 군대는 전문적인 정규군, 게릴라, 테러분자, 그리고 범죄조직이 혼합되어 편성된다. 이러한 조직의 융합은 효율성이 저하될 것으로 여겨지지만, 도시지역과 같은 전장에서는 오히려 상황에 따른 즉각적인 대응과 주도적인 작전 수행이 용이하기 때문이다. 이와 같은 이질적 조직이 혼합된 군대가 효과를 볼 수 있는 이유는 발달된 통신기술 때문이다. 분권화되고 융합된 군대는 발달된 통신장비를 이용하여 즉각적인 조치와 대응으로 상대방보다 먼저 행동으로 옮길 수 있는 유리한 위치를 점할 수 있다

### 범죄행위
범죄행위는 작전을 보조하기 위해 이용되기도 하지만 때로는 전략적, 작전적 목적 달성을 위해 사전에 치밀하게 계획되어 실행된다. 이러한 범죄행위는 자금을 충당하기 위한 수단일 뿐만 아니라 군사작전의 일부로서 목적 달성을 위해 기여한다. 따라서 하이 브리드 전쟁을 수행하는 측은 위에서 기존의 전쟁에 적용되어 오던 국제법, 규정, 협약 등의 제한 사항들을 무시하고 자신들의 목적 달성을 위해 가용한 모든 수단을 동원할 수 있는 선택과 행동의 자유를 얻는다.

## 등장 배경
2000년대 초부터 하이브리드 위협이 개시되기 시작했는데, 지금까지 이들의 대부분은 사이버 공격을 동반하고 있다. 인터넷 네트워크의 지구적 확장, 정보·커뮤니케이션 기술(ICT: Information & Communication Technology) 및 사물인터넷(IoT: Internet of Things)의 발전에 의한 초연결 사회의 등장 등 정보커뮤니케이션 환경의 변화는 하이브리드 전쟁의 개념이 등장하게된 배경이 되었다.

## 위협의 종류

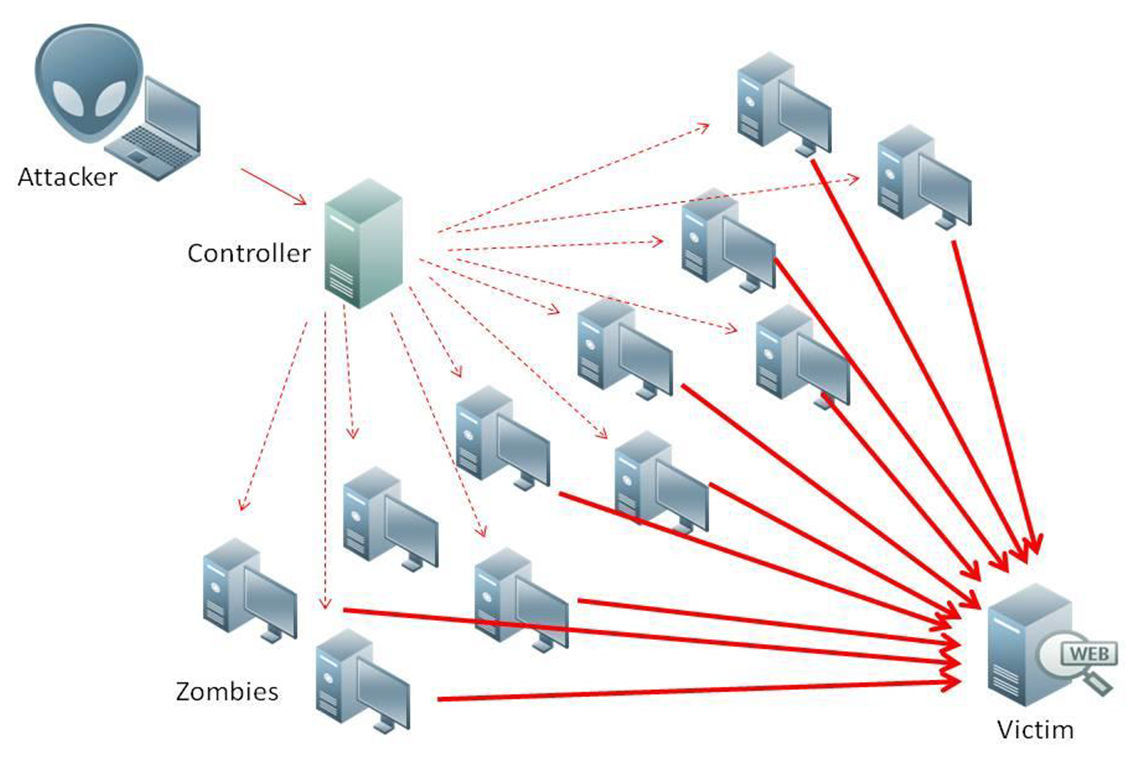
디도스(DDOS) 공격

하이브리드 공격에는 사이버전, 정보전, 경제 등의 수단이 있으며 평시에도 경제 제재, 사이버 공격, 선전과 기만, 가짜 뉴스를 동원한 정보전 등이 진행된다. 
| 하이브리드 구분 | 전략           | 예시 |
| --------------- | -------------- | --- |
| 사이버전        | 사회불안 조장  | 러시아 우크라이나 전력망 공격 북한의 디도스 공격(2009) 언론·금융기관 전산망마비(2013) 렌섬웨어 워너크라이 해킹(2017) |
| 사이버전        | 정치적 목적    | 북한의 소니픽쳐스사 및 영국의 지상파 방송국인 Channel 4 공격                                                         |
| 사이버전        | 억제           | 미국의 이란 나탄즈 사이버 공격 북한에 대한 미국의 발사 직전 교란(Left of launch)작전                                 |
| 정보전          | 정치적 개입    | 러시아의 2016년 미국 대선 개입                                                                                       |
| 정보전          | 기업 기밀 탈취 | 중국의 미국 기업 해킹/정보 탈취                                                                                      |
| 정보전          | 비대칭전       | 북한의 한미 유사시 계획 등 국가기밀 해킹(2016년) 테러 단체들의 조직원 모집, 프로파간다 전파                          |
| 경제            | 외교적 압박    | 미중 무역 전쟁/미국의 화웨이 압박 중국의 사드(THAAD) 보복 일제강점기 강제징용자 대법원 판결에 대한 일본의 수출 규제  |

### 사이버전
컴퓨터 시스템에 대한 공격. 웜, 렌섬웨어, 말웨어와 같은 컴퓨터 바이러스 또는 해킹으로 시스템을 불능화시킨다. 공공기관, 민간 시설과 주요 인프라 시설 공격으로 사회적 불안을 조성하는 것이 가장 흔한 사이버전의 형태이다. 러시아는 크림반도 점령 전 크래시오버라이드(CrashOverride)라는 명칭의 악성코드를 이용하여 우크라이나 전력망을 공격하여 키예프 전력의 20%가 중단되었고 주민 22만 5천 명이 피해를 입었다. 
북한 또한 세계적인 사이버 강대국으로 수차례 한국에 사이버 공격을 시도하였다. 2009년 디도스(DDos) 공격으로 한국과 미국의 주요 웹사이트를 해킹하였다. 2013년에는 KBS, MBC, YTN 등 주요 언론사가 해킹으로 피해를 보았고, 신한은행, 제주은행, 우리은행 등 금융기관 전산망이 일시적으로 마비되었다. 2017년에는 한국을 포함한 90여개국의 컴퓨터를 렌섬웨어에 감염시켜 전세계에 막대한 피해를 입히기도 했다. 이란의 사이버 군대 산하 이슬람 혁명 수비군(Iran’s Islamic Revolutionary Guards Corps)도 2013년 뉴욕주 바우맨 댐 수위조절 컴퓨터 시스템을 해킹했다. 
사이버전은 상대국의 군사력 억제를 위한 전략적 예방차원에서도 사용되고 있다. 사이버전 특성상 공격의 주체를 명확하게 밝히기 어렵고 책임 소재도 불분명하기 때문에 민감한 외교적/군사적 사안에 대한 하나의 대안으로 사용된다. 미국은 이란의 우라늄 농축과 핵 개발을 저지하기 위해 2010년 이란 나탄즈 핵 시설에 바이러스 코드를 심었다. 

### 정보전
정보전은 과거에도 러시아가 전통적으로 사용해왔던 전략이다. 최근 사이버 공간이 여론 선동의 수단으로 정보전에 활용되면서 더욱 정교해졌고 과학기술의 발전에 따라 효율적인 전략으로 떠오르고 있다. 
러시아는 우크라이나를 점령하기 위해 반군 세력들에 대한 가짜 뉴스를 배포하고 음모론으로 사회적인 혼란을 조장하였다. 우크라이나 내의 러시아 소수 민족의 독립운동을 부추기는 데에도 정보전을 이용하였다. 2016년 러시아는 정보전으로 미국 대선에 직간접적으로 개입하여 대선 결과에 영향을 주었고, 민주주의의 근간을 흔들 수 있음을 보여주었다. 
중국 또한 미국의 기술혁신 속도를 따라잡기 위해 정보전을 펼쳐왔다. 중국은 기술을 보유한 미국의 기업들을 해킹하여 군사, 기술 관련 데이터 등 기업 기밀을 탈취하여 중국 기업들의 기술 발전을 도모해왔다. 2014년 보잉사의 C-17 군용수송기를 포함한 미국 방산업체의 기밀을 탈취한 혐의로 중국인이 기소되기도 했다. 
북한, 이란과 같이 경제력, 군사력이 상대적으로 약한 국가들도 비대칭전의 수단으로 정보전을 활용하고 있다. 2016년 한국 국방부 통합 데이터 센터에서 북한이 빼돌린 정보에는 한미 동맹과 한국군의 군사 계획도 포함되어 있었다. 
국가뿐만 아니라 비국가 행위자들도 사이버 공간을 활용한 정보전을 적극적으로 이용하고 있다. 알카에다는 소셜미디어를 통해 프로파간다를 전파하였고 탈레반도 텔레그램 채널을 만들어 운영한 바 있다. ISIS도 대원 모집이나 프로파간다 전파 수단으로 SNS를 활용하여 빠르게 영향력을 확장해 나갔다. 

### 경제

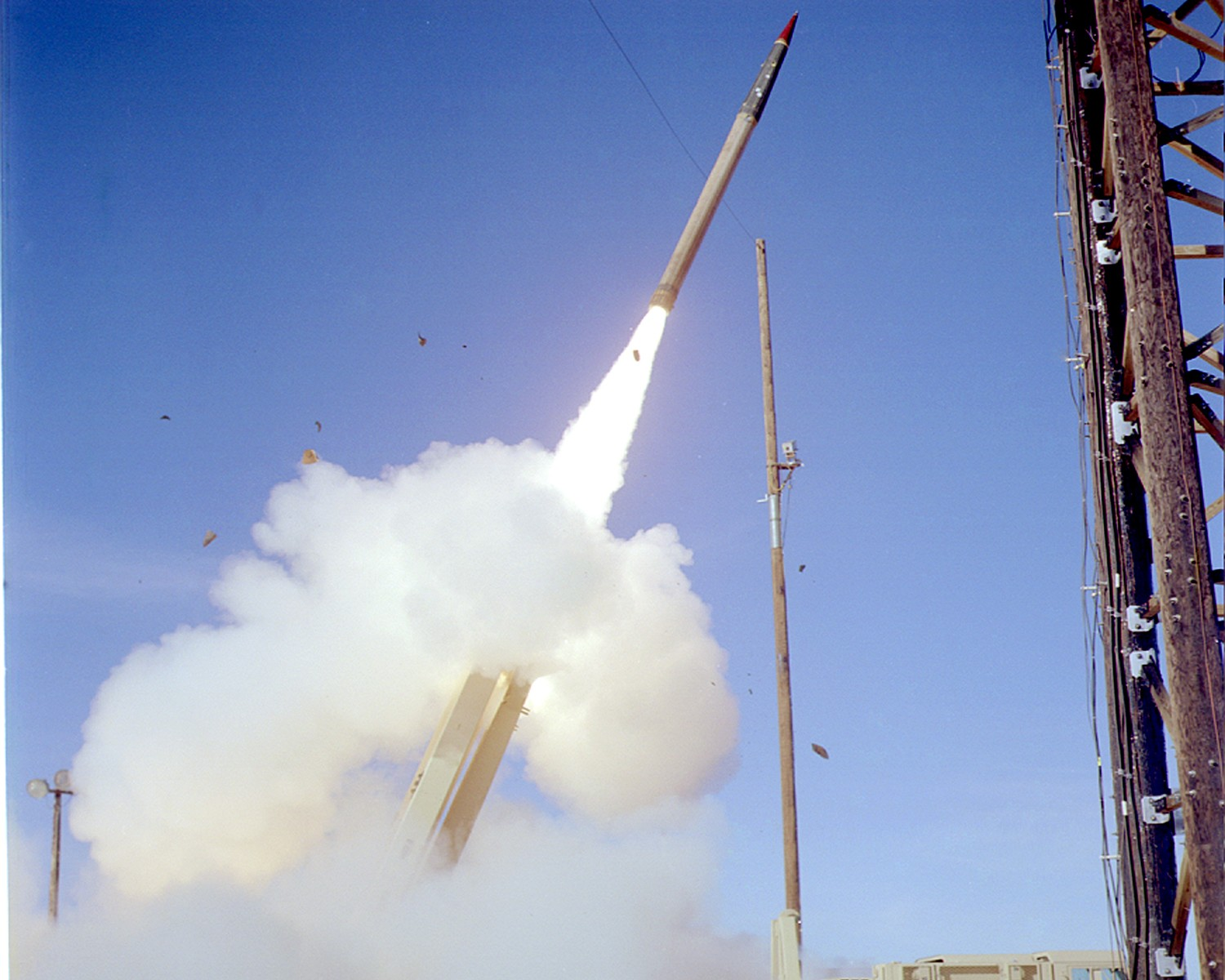
THAAD 미사일 발사 장면

트럼프 행정부 출범 이후 미국과 중국을 중심으로 정치전이 강회되는 양상을 보였다. 미국은 자유주의 경제 체제를 외교적 압박 카드로 활용하고 있다. 미국은 중국을 견제하기 위해 중국에 대대적인 수입 관세를 부과하였고 안보 문제를 거론하며 화웨이에 대한 압박을 이어갔다. 한국, 유럽, 일본 등 동맹국들에게도 방위비분담금을 인상하는 등 안보에 대한 대가를 요구하고 있다. 
중국은 2017년 한국의 사드 배치에 대한 경제 보복 조치로 중국에서 반한 감정과 한국 상품 불매 운동을 부추겼다. 

## 위협에 대한 대응[13]

### 위협 대응의 어려움
하이브리드 위협을 대응하는 데 있어 다양한 어려움이 있다. 먼저 최첨단 기술에 의한 미래전 위협에 대한 대비는 복잡한 전술을 구사하는 하이브리드 위협에 대응하는 데에는 효과가 없다. 또한 현대의 하이브리드전은 과거의 비정규전과 달리 고도로 발전된 군사기술과 정보 기술이 결합되어 지속적으로 진화 중이다. 더불어 선진국들이 발전시킨 첨단 기술로 전투방식을 일원화하는 것은 공격자 입장에서 공격대상의 취약점으로 작용해 악용할 우려가 있다. 즉 공격주체는 새로운 공격 형태를 지속적으로 발굴하고자 하게 되는 것이다. 
특히 사이버 심리전의 경우 공격자는 시간과 공간의 제약 없이 위협 행위를 구사할 수 있으므로 언제나 선제공격의 우위를 달성할 수 있다. 즉 사이버 심리전도 일반적 사이버 공격과 같이 비대칭전의 성격을 띠며, 전시가 아닌 평시에도 일상적 커뮤니케이션 행위를 가장하며 공격대상으로 삼은 사회에 대해 파괴적인 영향력을 발휘할 수도 있다. 결론적으로 하이브리드 위협은 전쟁의 모든 스펙트럼을 망라하는, 모든 수준에서 모든 형태의 분쟁에 대한 대비태세를 요구하는 것이다. 

### 유럽의 대응태세
NATO는 2014년 9월 웨일즈에서의 NATO 정상회담에서 러시아가 2014년 크림반도 합병 과정에서 보여준 군사행동을 하이브리드 위협으로 정의하고 EU와의 공조 하에 다양한 공식 및 비공식 고위급 회담과 군사훈련, 조직 정비 등 예민하게 하이브리드 위협에 대응하고 있다.  2014년 웨일즈정상회담부터 2016년 브뤼셀정상회담, 2018년 바르샤바정상회담에 이르기까지 유럽은 NATO와 EU간에 정치·군사·전략적 수준에서 하이브리드 위협에 다양하게 공조하고 있다. NATO는 회원국 간 신속하고 효과적인 커뮤니케이션이 중요하다는 판단 하에 2014년 1월 라트비아에 'NATO전략커뮤니케이션센터'를 설립했다. 
EU도 NATO와 공조하며 위협에 대응해 나가고 있다. 2016년 브뤼셀정상회담에서 '유럽연합의 하이브리드 위협대응 공동프레임워크'라는 제목의 공동성명을 발표하고 22개 항목의 대응조치를 구체화했다. 

### 유럽의 위협 대응 군사훈련
2014년 우크라이나 사태가 일어나기 이전부터 유럽에서는 기존의 사이버전 대응 훈련의 일부가 하이브리드 위협 대응 군사훈련으로 실시되어 왔다. '라키드쉴드훈련'은 최첨단 기술과 시뮬레이션을 통해 국가의 IT시스템과 주요 인프라를 방어하는 기술을 향상시키는 사이버 방위훈련으로 'NATO 사이버방어협력센터'가 2010년부터 주관해왔다. 2016년부터는 하이브리드 위협에 민간과 군이 합동으로 대응하는 훈련을 실시하고 있다. 

## 사례
- 에스토니아 사이버 전쟁[14]
  - 에스토니아 정부는 2007년 4월 27일 수도 탈린(Tallinn) 중앙에 있는 구소련 참전 기념 청동 군인상을 수도 외곽의 공동묘지로 이전하겠다고 발표했다. 그런데 이 동상은 러시아가 에스토니아를 50년간 통치한 상징으로 에스토니아 국민에게는 불명예의 상징이었으나, 러시아계 주민에게는 나치와 싸우다 전사한 영웅을 상징했다. 에스토니아는 구 소련에서 독립한 뒤 옛 체제를 지우기 위해 구 소련의 참전 기념 동상을 이전하기로 한 것이다.

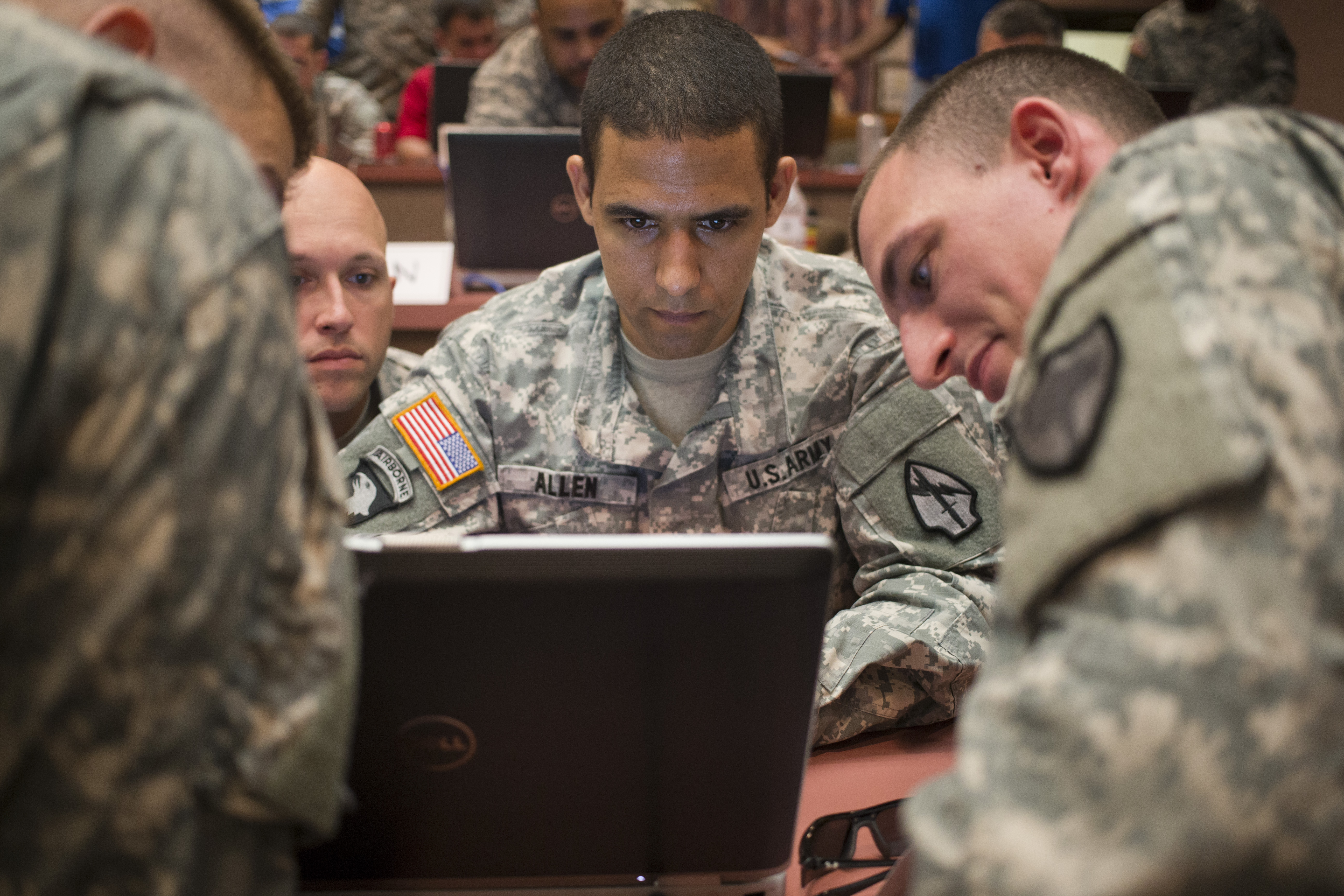
사이버전 대응 훈련 모습

  - 사이버전 대응 훈련 모습에스토니아의 러시아계 주민들은 이전에 반대해 시위를 벌였고, 이 과정에서 많은 사람이 체포되고 사상자가 발생했다. 이는 결국 에스토니아와 러시아의 외교전으로 비화했고 에스토니아의 대통령궁과 공공 및 금융기관, 통신기업 대상으로 웹사이트를 마비시키는 디도스 공격 유형의 대규모 사이버 공격이 발생했다.
- 러시아·조지아 전쟁
  - 조지아군과 친러 서양의 남오세티아 분리주의자들 사이의 전쟁이다. 러시아는 조지아에 대규모 지상군을 투입하는 정규전을 펼쳤다. 또한 바이러스 프로그램에 감염된 컴퓨터 네트워크인 봇네트를 이용하여 메일 폭탄, 디도스 공격으로 전산망을 무력화했다.
- 2006년 이스라엘-헤즈볼라 전쟁
  - 하이브리드 전쟁에서 가장 자주 인용되는 전쟁이다. 헤즈볼라는 이란의 후원을 받는 이슬람 무장투쟁 조직이다. 전쟁 원인이 되었던 이스라엘 군대 납치 사건은 이란이 아닌 헤즈볼라의 정책이었다. 이 전쟁에는 이스라엘 정규군 약 3만 명의 공격을 받은 헤즈볼라 군인 3천 명에는 현지 주민들도 포함되어 있었다. 이 단체는 게릴라와 정규군으로 구성된 분산형 조직을 사용했으며, 대전차 미사일, 로켓, 무장 무인 항공기, 첨단 급조 폭발물(IED) 등 민족 국가가 사용하는 무기로 무장했다. 헤즈볼라 조직은 이스라엘 헬리콥터를 격추하고, 메르카바 Mk.IV 탱크를 손상시켰으며 암호화된 휴대전화를 통해 통신하고, 야간투시경과 열 영상 장치로 이스라엘 군대의 움직임을 감시했다.

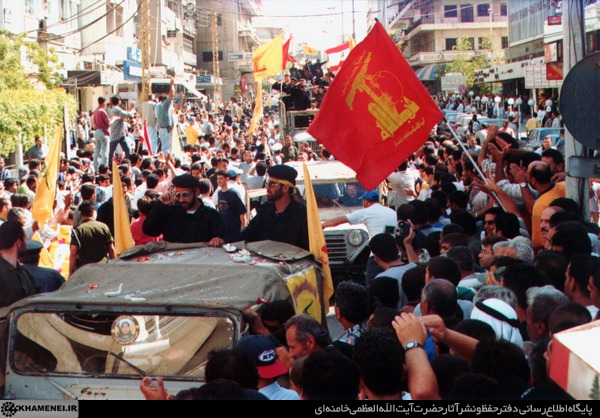
헤즈볼라

- - 헤즈볼라는 매스커뮤니케이션을 활용하여 가짜 전투 현장 사진과 연출된 폭격 장면를 배포하여 전쟁 내내 사이버심리전을 병행했다. 또한 이스라엘에 대한 미사일공격전에 육군컴퓨터시스템을 해킹하였다. 이스라엘은 전장 전투에서는 지지 않았으나, 정보전 분야에서는 패배했다는 평가를 받는다.
- 2014년 ISIL의 이라크 진출
  - ISIL(이라크 레반트 이슬람 국가)은 이라크 정규군에 대항하여 하이브리드전을 벌인 비국가 행위자이다. ISIL은 찬탈을 목적으로 비정규전, 정규전, 테러 활동을 벌였다. 이에 대응하여 이라크는 ISIL의 진격에 대항하기 위해 비국가 및 국가 행위자들을 사용하여 하이브리드 전술로 전환했다. 미국도 마찬가지로 기존의 항공 전력과 이라크 정부군의 고문·쿠르드족 페쉬메르가·종파 민병대를 혼합하여 시리아 반정부군의 훈련이라고 하는 하이브리드 수법으로 참가했다. 이라크와 시리아에서 행해지는 하이브리드 전쟁은 국가와 비국가 행위자가 조합되어 있고 그 목적도 중복되는 갈등이다.
- 러시아-우크라이나 전쟁[15]
  - 러시아의 우크라이나 개입은 단계적이고, 그 강도를 변화시켜왔다. 러시아는 우크라이나를 직접 침공하는 것이 아니라 개입을 모호하게 위장하고, 전투는 우크라이나 내 친러 성향의 시민들의 반란 형식으로 간접적인 방식을 추구했다. 우크라이나를 러시아의 영향권 아래에 남기겠다는 정치적 목표를 위해 러시아 정부는 비군사적인 선전전, 정보전, 심리전 등을 적극적으로 구사했다. 2008년 조지아에서의 경험을 바탕으로 러시아는 우크라이나 내에 러시아를 지지, 충성하는 정치·문화 조직을 구축하고 경제적 영향력을 확보하였으며, 방송매체에 대한 통제권을 장악하고 분리주의 운동이나 반정부 감정을 자극하는 방안을 모색했다. 러시아는 크림합병과 동우크라이나 개입의 정당성을 유포하였다.
  - 선전전과 더불어 경제전의 양상도 띠었는데, 우크라이나의 경제상황을 어렵게 하여 주민들이 과도정부에 반대하도록 했다. 공식적 제재와 더불어 노동 파업 유도, 범죄조직을 동원한 에너지 판매중단이나 상업적 관계 단절로 우크라이나 경제를 악화시켰다.
  - 러시아는 심리·정보전술도 적극적으로 활용하였다. 정보전의 주요 전술로 역정보(disinformation), 대중매체 조작, 적대국가의 여론 분열을 야기하는 거짓정보 유포 등이 있다. 러시아는 이러한 정보전술로 동우크라이나 지역에 러시아군 주둔을 부인하고, 의도와 목적을 은폐했다.

| 전략                                                        | 예시 |
| ----------------------------------------------------------- | --- |
| 2006년 7월 이스라엘-레바논 전쟁                             | - 하이브리드 위협 개념이 만들어진 최초의 사례로 언급됨. 이스라엘과 레바논 간 재래식 공격과 로켓 폭격 및 사이버전이 수행. - 이스라엘의 레바논에 대한 폭격에 대해 헤즈볼라는 이스라엘에 대한 미사일 공격 전 이스라엘 육군 컴퓨터 시스템을 해킹하여 군의 무선 통신에 침투하고 미국 웹서버 업체들을 하이재킹하여 이스라엘의 인터넷망을 공격함. - 헤즈볼라는 이스라엘 군인들의 휴대폰 통화를 도청하여 군사정보를 수집하고 가짜 시체와 폭격 장면을 연출하는 등의 사이버 심리전도 전개 |
| 2007년 4월 러시아의 에스토니아 사이버 공격                  | - 러시아는 에스토니아의 대통령궁, 의회, 정부기관, 금융기관, 언론기관, 이동통신 네트워크 등을 3주간 디도스 공격, 에스토니아의 금융거래와 행정업무가 일주일 이상 중단되는 등 국가 시스템 전체가 마비됨. |
| 2008년 6월 러시아-조지아 5일 전쟁                           | - 러시아는 조지아에 대해 대규모 지상군을 투입하는 정규전 외에도 사흘 간 바이러스 프로그램에 감염된 컴퓨터 네트워크인 봇네트를 이용하여 메일폭탄, 디도스 공격으로 전상망을 무력화함. - 민간 사이버 범죄조직인 '러시아비즈니스네트워크(RBN)'를 이용한 디도스 공격은 조지아 대통령 홈페이지, 국방부, 외교부, 의회에 대해 수행되었고 조지아 정부기관 홈페이지, 언론사 및 포털 사이트 등이 평균 2시간 15분, 최장 6시간 동안 공격 받음.                                               |
| 2012년 11월 가자(Gaza)-이스라엘 분쟁                        | - 이스라엘 군사령부는 트위터를 통해 선전포고를 했으며, 페이스북, 트위터, 인스타그램, 유튜브 등 SNS를 활용하여 가자지구 공습에 대한 우호적 여론을 조성함. - 하마스 해커들은 이스라엘 장교들 소유 휴대전화 5천여 대를 해킹하여 협박 메시지 발신. |
| 2013년 11월 이스라엘-하마스(Hamas) 교전                     | - 하마스는 이스라엘에 대해 1400회의 로켓공격과 아울러 4천 4백만 회의 사이버 공격을 수행. - 이스라엘은 하마스와 이슬람 지하드의 라디오 방송을 하이재킹하여 테러리스트를 돕지 말 것을 설득하는 심리전 수행. - 이스라엘 방위군과 하마스 무장세력 간 트위터 상 설전. |
| 2014년 3월 러시아의 크림반도 합병                           | - 우크라이나의 친러 정권이 붕괴한 이후 우크라이나 동부 돈바스 지역(도네츠크주, 루간스크주)에서 친러 분리주의 반군과 정부군 간 무력분쟁 발생. - 2014년 3월 2천 명의 러시아군은 소속부대나 계급, 명찰이 식별되지 않는 국적이 불분명한 군복을 착용하고 우크라이나 침공. - 러시아군은 우크라이나 군과 교전 없이 우크라이나의 군사기지, 의회, 대법원, 공항을 점령함. |
| 2016년 이후 러시아의 사이버 심리전을 이용한 서구권 선거개입 | - 2016년 미국의 대선과 영국 브렉시트 국민투표, 2017년 독일 총선, 프랑스 대선, 스페인 카탈루냐 독립투표, 2018년 이탈리아 총선, 2019년 유럽의회선거와 미국 중간선거 등 서구권 소셜미디어 플랫폼에 AI알고리즘 프로그램인 가짜계정 봇을 이용한 디지털 허위조직정보의 대규모 유포. |

## 같이 보기
- 비대칭전
- 스리랑카 내전
- 비재래전
- 경제전
- 심리전
- 조직범죄

## 참고 문헌
1. 박일송 and 나종남. (2015). 하이브리드 전쟁(Hybrid War) : 새로운 전쟁 양상?. 한국군사학논집, 71(3), 1-32.
2. 서현태. (2022). 대한민국의 하이브리드전 수행방안 연구: 게라시모프 독트린을 중심으로. 한국군사학논집, 78(3), 147-176.
3. 김남철. (2022). 강대국들의 하이브리드전(Hybrid Warfare)과 주요 사례분석. 한국군사학논총, 11(2), 3-30.
4. 송승종. (2017). 러시아 하이브리드 전쟁의 이론과 실제. 한국군사학논집, 73(1), 63-94.
5. 김경순. (2018). 러시아의 하이브리드전 -우크라이나사태를 중심으로-. 한국군사, 4, 63-96.
6. 송승종. (2016). 하이브리드 전쟁과 북한에 대한 시사점. 국방연구, 59(4), 125-165.
7. 조한승. (2012). 하이브리드 전쟁양상과 북한 급변사태. 국방정책연구, 28(3), 9-39.
8. 이성만. (2010). 현대 비정규전 개념 범주에 관한 고찰. 국방연구, 53(3), 47-70.
9. 이승호. (2015). 미래전쟁 양상 변화와 지상군 역할. 전략연구, 22(3), 107-137.
10. 김정한. (2020). 적의 인지영역을 공략하는 정보전쟁에 대한 연구:러시아의 크림반도 합병과 중국의 한반도 사드배치 대응 사례를 중심으로, 국내석사학위논문 국방대학교 국방관리대학원, 서울
11. 부형욱. (2022). 우크라이나에서의 하이브리드전과 우리 안보에의 함의. 동북아안보정세분석(NASA)
12. 김경순. (2018). 러시아의 하이브리드전. 한국군사 4, 63-95.